# Tata Group
Tata Group'(гінді टाटा समूह) є індійська багатонаціональна корпорація, компанія конгломерат зі штаб-квартирою в будинку Бомбея в Мумбаї, Індія.
Група названа на честь свого засновника, Джамшеджі Тата, члени сім'ї та нащадки якого майже завжди керували компанією. Нинішній голова ради директорів, Ратан Тата, став у керівництва в 1991 році.
З точки зору ринкової капіталізації і доходів, Tata Group є найбільшою приватною корпоративною групою в Індії. Вона має інвестиції в галузі зв'язку та інформаційних технологій, техніки, матеріалів, послуг, енергетики, споживчих товарів і хімічних речовин. Tata Group має представництва  більш ніж в 80-ти країнах на шести континентах і її компанії експортують свою продукцію до 80-ти країн. Tata Group складається з 114 компаній і філій з вісьмох секторів бізнесу, 27 з яких є офіційно зареєстрованою на біржі. 65,8% власності Tata Group контролюється з благодійних фондів
До компаній, які формують основну частину групи належать Tata Steel (у тому числі Tata Steel Europe), Tata Motors (у тому числі Jaguar і Land Rover), Tata Consultancy Services, Tata Technologies, Tata Tea (у тому числі Tetley), Tata Chemicals, Titan Industries, Tata Power, Tata Communications, Tata Sons, Tata Teleservices і Taj Hotels.